# Vansonia rueppellii

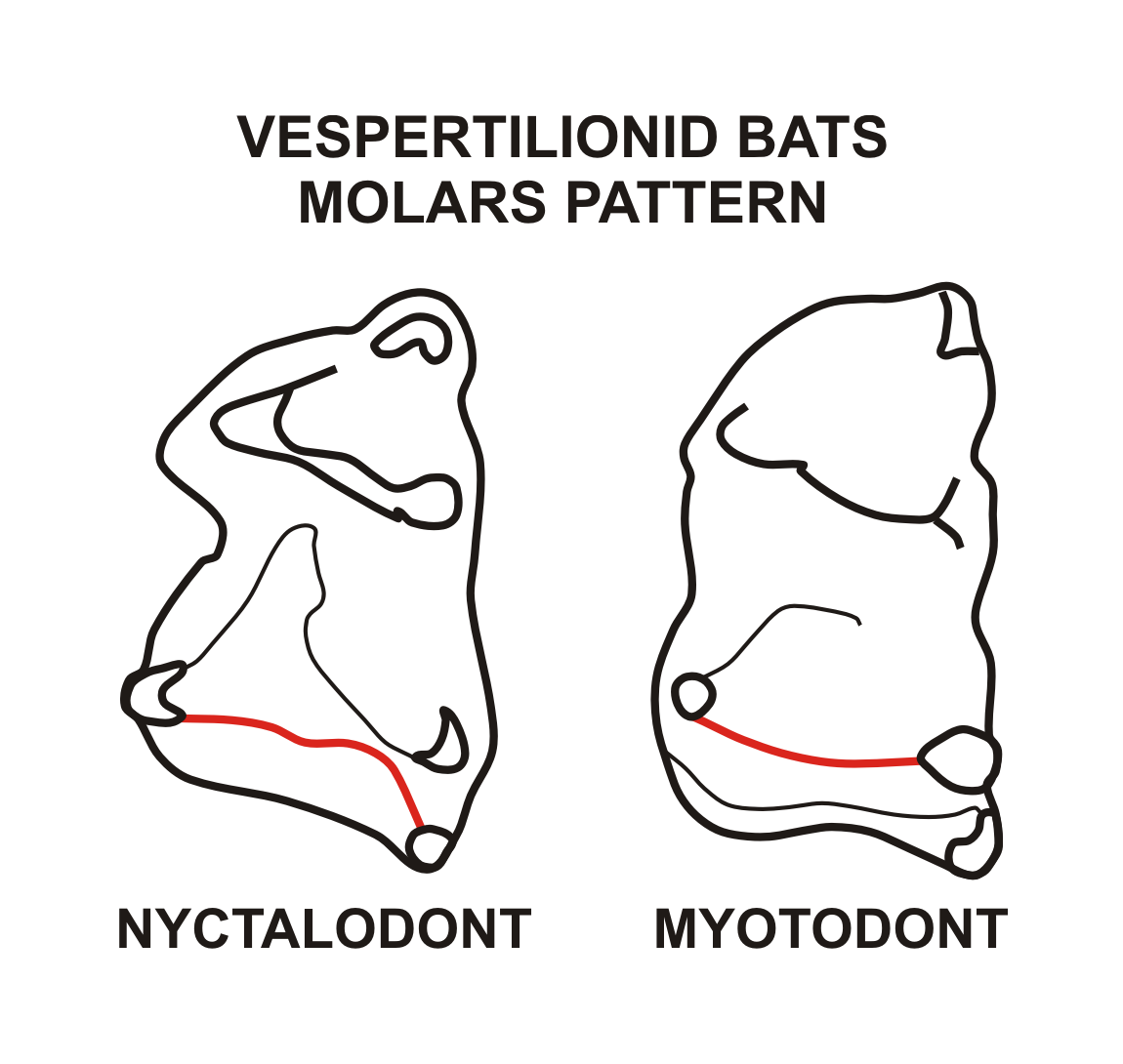
Fig.1

Il pipistrello di Rueppell (Vansonia rueppellii  J. Fischer, 1829) è un pipistrello della famiglia dei Vespertilionidi, unica specie del genere Vansonia (Roberts, 1946), diffuso in Africa e nel Medio Oriente.

## Descrizione

### Dimensioni
Pipistrello di piccole dimensioni, con la lunghezza totale tra 69 e 89 mm, la lunghezza dell'avambraccio tra 29 e 37 mm, la lunghezza della coda tra 25 e 41 mm, la lunghezza del piede tra 6 e 10 mm, la lunghezza delle orecchie tra 6 e 14 mm e un peso fino a 9 g.

### Caratteristiche craniche e dentarie
Il cranio è moderatamente robusto, la scatola cranica è elevata, il rostro è relativamente sottile. Il profilo frontale è leggermente concavo o quasi dritto. L'incisivo superiore interno è molto lungo, ha due cuspidi ed è attraversato da un solco longitudinale. L'incisivo superiore esterno invece è piccolo, talvolta schiacciato sull'incisivo più interno. Il premolare anteriore superiore è situato all'interno della linea alveolare, i molari inferiori hanno una disposizione delle cuspidi di tipo nyctalodonte (Fig.1).
Sono caratterizzati dalla seguente formula dentaria:

### Aspetto
La pelliccia è corta, soffice, densa e lucida. Le parti dorsali sono grigie, bruno-grigiastre chiare o bruno-olivastre talvolta con dei riflessi argentati, mentre le parti ventrali sono bianche, con la gola bianca o bruno-rossastra. Il muso è largo, con due masse ghiandolari sui lati. Gli occhi sono piccoli Le orecchie sono lunghe, triangolari, ben separate tra loro, con l'estremità arrotondata e un lobo circolare alla base posteriore. Il trago è lungo circa la metà del padiglione auricolare, con il bordo anteriore leggermente concavo, quello posteriore leggermente convesso, con un piccolo lobo alla base e la punta arrotondata. Le membrane alari variano dal biancastro al marrone e sono semi-trasparenti. La coda è lunga ed è completamente inclusa nell'ampio uropatagio, il quale è grigio chiaro. Il cariotipo è 2n=36 FNa=54.

### Ecolocazione
Emette ultrasuoni ad alta intensità sotto forma di impulsi di breve durata a frequenza modulata iniziale di 70–100 kHz e finale di 40–48 kHz.

## Biologia

### Comportamento
Si rifugia singolarmente o in coppie nelle fessure di muri di rovine e sotto ammassi rocciosi nelle zone aride e semi-aride. Il volo è lento e altamente manovrato negli spazi stretti, mentre è più rapido ed agile in quelli aperti. Può spiccare il volo da terra. Gli spostamenti al suolo e sulle pendenze sono moderatamente efficienti.

### Alimentazione
Si nutre prevalentemente di coleotteri catturati su specchi d'acqua e sopra distese erbose.

### Riproduzione
Giovani esemplari sono stati osservati a settembre ed ottobre nello Zambia e nel mese di dicembre nel Malawi.

## Distribuzione e habitat
Questa specie è diffusa in maniera frammentata in gran parte dell'Africa e nel Medio oriente, da Israele fino all'Iraq. È presente anche sull'isola di Zanzibar.
Vive nelle savane e savane alberate, ambienti desertici, foreste montane e nelle foreste pluviali lungo i sistemi fluviali, particolarmente nella Repubblica Democratica del Congo.

## Tassonomia
Il genere fu inizialmente creato per contenere la forma V.r.vernayi ma successivamente fu inserito nel genere Pipistrellus. Solo recentemente, grazie a ricerche filogenetiche e molecolari, la specie è stata nuovamente elevata al rango di genere.
Sono state riconosciute 6 sottospecie:
- V.r.rueppellii: Egitto, Libia orientale, Sudan centrale, Ciad, Nigeria nord-orientale;
- V.r.coxi (Thomas, 1919): Palestina, Yemen sud-occidentale, Bahrain, Iraq meridionale;
- V.r.fuscipes (Thomas, 1913): Etiopia, Sudan del Sud, Uganda, Ruanda, Burundi, Kenya sud-occidentale, Repubblica Democratica del Congo, Repubblica Centrafricana, Gabon, Angola settentrionale, Zambia;
- V.r.pulcher (Dobson, 1875): Tanzania nord-orientale, Zanzibar;
- V.r.senegalensis (Dorst, 1960): Tunisia, Algeria nord-occidentale, Marocco, Mauritania sud-orientale, Senegal settentrionale;
- V.r.vernayi (Roberts, 1932): Malawi, Mozambico centro-occidentale, Zimbabwe settentrionale, Sudafrica nord-orientale e centro-occidentale.

## Conservazione
La IUCN Red List, considerato il vasto areale e la mancanza di manacce, classifica V.rueppellii come specie a rischio minimo (Least Concern)).